# Сердитый (миноносец)
«Сердитый» (до 1902 года «Бекас») — русский миноносец типа «Сокол». (10 октября 1907 года переклассифицирован в эскадренный миноносец).

## Конструкция

### Корпус
Корпус с пропорцией 10,9:1 — клепаный с поперечной системой набора (шпация 0,53 м), разделен десятью поперечными водонепроницаемыми переборками. Обшивка, палубный настил, водонепроницаемые переборки были изготовлены из листов никелевой стали толщиной не более 5 мм, с толщиной обшивки в средней части до 7,5 мм, палубного настила до 4,5—7,5 мм. Продольную прочность обеспечивали киль и два днищевых стрингера из уголковой стали. Ахтерштевень и таранный форштевень кованые.

### Энергетическая установка
ГЭУ миноносцев состояла из двух вертикальных паровых машин тройного расширения и восьми водотрубных котлов. Расчетная мощность каждой машины — 1900 л. с. на 400 оборотах. Восемь котлов размещались попарно в поперечной плоскости, каждая пара имела отдельную дымовую трубу. Время разводки паров составляло около часа.
Полный запас угля составлял 60 тонн и хранился в бортовых угольных ямах, расположенных вдоль котельных отделений, и в одной поперечной яме, расположенной позади камбуза.

### Вооружение
Миноносцы были вооружены одной 75-мм пушкой Канэ с длиной ствола 50 калибров, установленной на площадке над боевой рубкой, и тремя 47-мм пушками Гочкиса с ручной подачей боеприпасов на верхней палубе — двумя на полубаке, и одной на юте. Боезапас 75-мм пушки составляли 180 бронебойных снарядов, 47-мм пушек — 800 патронов со стальной или чугунной гранатой.
Минное вооружение составляли два однотрубных минных аппарата калибром 381 мм, расположенных по продольной оси корабля. Боезапас минных аппаратов состоял из шести 17-футовых самодвижущихся мин Уайтхеда образца 1898 года, из которых две постоянно находились в минных аппаратах, а четыре хранились в разобранном виде в носовом кубрике (корпуса в рундуке, а боевые части — в трюме).

## Служба
С 1901 до 1902 года носил название «Бекас». До 1904 года относился ко второму отряду миноносцев, занятых на охране входа в Порт-Артур или для сопровождения тралящих судов. С началом Русско-японской войны корабль с остальными миноносцами отряда неоднократно выходил на боевые дежурства, нёс дозорную и разведывательную службу. 
19 апреля командиром был назначен лейтенант А. В. Колчак. А в ночь на 20 апреля миноносец под его командованием отлично действовал в бою при отражении третьей атаки японских брандеров на Порт-Артур (12 единиц), расстреляв 16 снарядов по брандерам и добившись ряда попаданий в них.
При организации обороны Порт-Артура, «Сердитый» дважды участвовал в постановке минных заграждений на подходах к порту, что являлось новым делом для кораблей данного класса того времени. По одной из версий японский крейсер «Такасаго» подорвался на мине установленной именно с «Сердитого», что стало наиболее заметным успехом Русского императорского флота после уничтожения эскадренных броненосцев «Хацусэ» и «Ясима».
29 октября 1904 года «Сердитый» буксировался без паров из бухты Белый Волк в Порт-Артур миноносцем «Бдительный». Во время этой проводки ведущий корабль подорвался на японской противокорабельной мине заграждения.
В ночь с 1 на 2 декабря «Сердитый» под командованием лейтенанта С. Н. Дмитриева во время отражения атак на броненосец «Севастополь» потопил торпедой японский миноносец № 42.
В ночь с 19 на 20 декабря, накануне сдачи крепости, вместе с несколькими исправными миноносцами разоружился в Чифу.
После окончания Русско-Японской войны был возвращён в Россию. Продолжал службу на Дальнем Востоке в составе Сибирской военной флотилии. 10 октября 1907 года переклассифицирован в эскадренный миноносец. В октябре 1907 года принимал участие во Владивостокском вооруженном восстании.
30 июня 1918 года перешёл под контроль японских интервентов. Во время эвакуации японцев из Владивостока в октябре 1922 года выведен из строя. С этого же года номинально был включён в списки судов Морских сил РККФ, но в строй не вводился. 31 мая 1923 года по ветхости сдан Комгосфондов для разделки на метал. 21 ноября 1925 года исключён из Морских сил РККФ в общем списке выбывших судов.

## Офицеры миноносца
Командиры:
- 08.09.1903—12.01.1904 лейтенант В. Л. Кузьмин-Короваев (в должности до 16.02.1904)
- 16.02.1904—26.04.1904 капитан 2-го ранга Е. В. Клюпфель
- 19.04.1904—08.10.1904 лейтенант А. В. Колчак
- 08.10.1904—??.??.1907 лейтенант С. Н. Дмитриев
- ??.??.1907—??.??.19?? лейтенант Васильев

Судовые механики:
- И. д. старшего судового механика помощник старшего инженер-механика В. Н. Роднин 2-й
- Младший судовой механик младший инженер-механик В. С. Георгизон